# Coffeeshop Company
Coffeeshop Company — международная сеть кофеен, часть группы компаний «Schärf Group», специализирующаяся на продаже кофе, чая, горячих и холодных напитков, закусок и десертов. Кофейни «Coffeeshop Company» работают как самостоятельно, так и по франчайзингу, сеть насчитывает более 250 кофеен в 20 странах мира. Штаб-квартирой компании является центр Schärf World «The Art of Coffee», который находится в Вене.

## История
В 1954 году Александр Шэрф основал компанию «Sсhärf» в Вене, которая уже более 60-ти лет занимается производством и продажей профессионального кофейного оборудования: кофемашин, гриндеров (профессиональные кофемолки), посуды, а чуть позже открыл новое направление: обжарка кофе традиционного австрийского вкуса. Александр был одним из ведущих разработчиков сегодняшней технологии приготовления эспрессо в кофемашинах.
Райнхольд Шэрф — сын Александра, который продолжил семейное дело, в 1999 году открыл сеть Coffeeshop Company в Вене. Это был проект, о котором Райнхольд мечтал давно. Он совместил традиции классических венских кофеен с кофе собственной обжарки и европейским сервисом, собрав в одну цепочку весь процесс: от кофейной фермы до чашки гостя. Этот принцип — From the Farm into the Cup — лёг в основу компании.
В 2000 году открылось еще несколько кофеен в Австрии, преимущественно в Вене.
В 2005 году открывает свои двери новая Штаб-квартира — Schärf World «The Art of Coffee». Она представляет собой современный интерактивный центр, в котором находятся обжарочное производство, небольшая кофейная плантация, центральный офис компании и видовая кофейня.
В 2008 году открывается первая кофейня в России, в городе Санкт-Петербург.
В 2017 году руководство Coffeeshop Company принял Марко Шерф, сын Райнхольда, в то время как его отец остается управляющим директором холдинга Schärf.

## Концепция
Сеть кофеен Coffeeshop Company объединила в себе 2 концепции: From the Farm into the Cup и Home in Vienna.
From the Farm into the Cup отражает всю непрерывную цепочку от фермеров, с которыми компания сотрудничает напрямую, до обжарки в Австрии и приготовлении на кофемашинах собственного производства. Компания активно продвигает венскую обжарку кофе.
Home in Vienna отражает тесную связь с венской традицией кофеен, занесённой в ЮНЕСКО. Компания сотрудничает с Венским музеем истории искусств.

## Расположение
На ноябрь 2019 года кофейни Coffeeshop Company присутствуют на рынках 20 стран мира. Сеть кофеен работает по системе франчайзинга.

## Coffeeshop Company в России

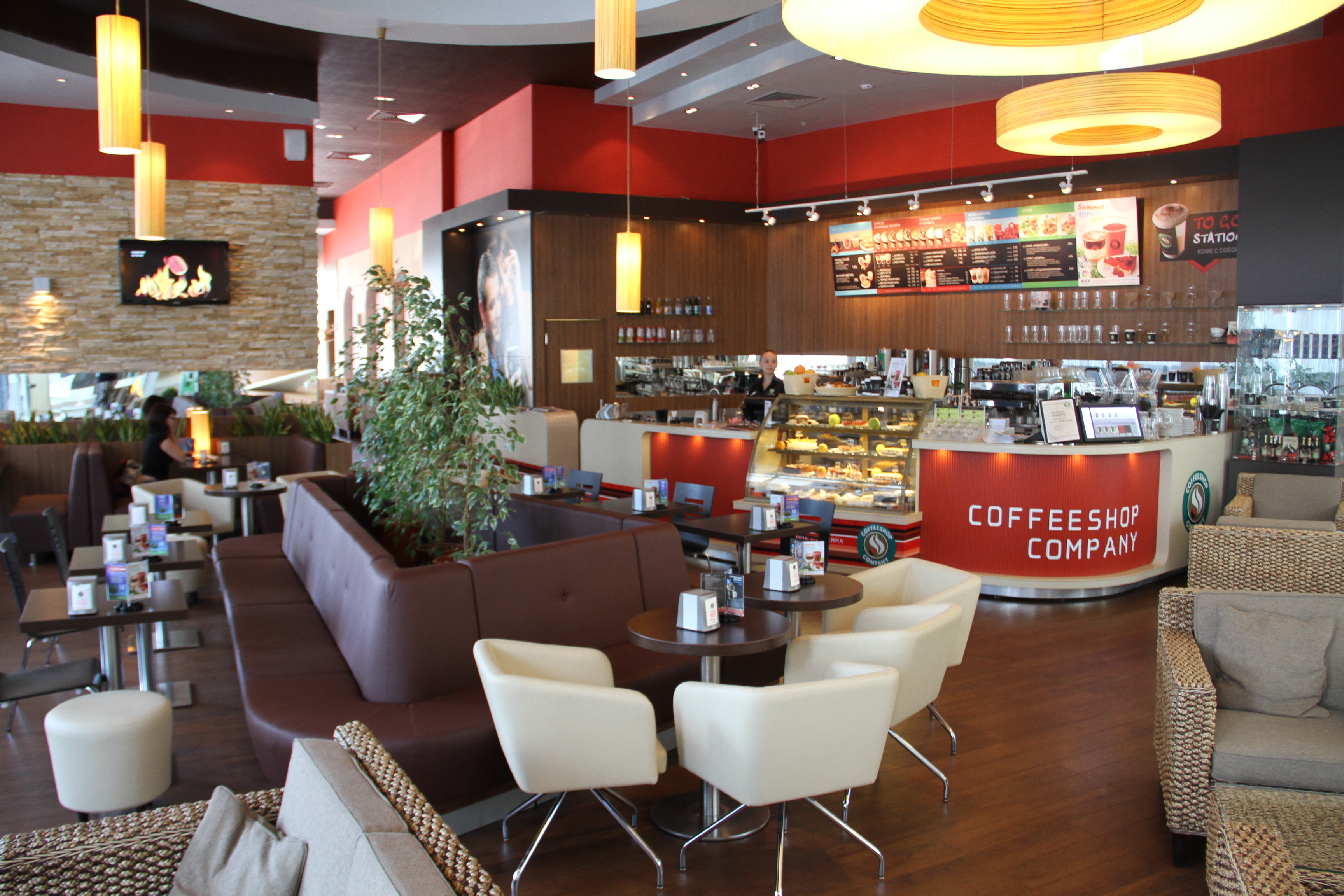
Интерьер кофейни в Санкт-Петербурге, ТК «Атлантик Сити»

Основатель бренда «Coffeeshop Company» — Райнхольд Шэрф на протяжении нескольких лет рассматривал перспективы развития бренда в России. В 2008 году он нашел партнера в лице российской компании ООО «КОФЕ СЭТ». Команда ООО «КОФЕ СЭТ» при поддержке Райнхольда Шэрфа и центра «Shaerf World», адаптировала бизнес под российский рынок. Первая кофейня в России открылась 9 ноября 2008 года.
Сеть в России расширяется как за счёт собственных усилий компании, так и за счёт привлечения суб-франчайзеров. Кофейни «Coffeeshop Company» открыты в 20 городах России.
По состоянию на ноябрь 2018 года кофейни открыты в более чем 20 городах, в том числе в Перми, Владивостоке, Якутске, Иркутске, Краснодаре, Москве и Санкт-Петербурге. В настоящий момент, генеральным директором Coffeeshop Company Russia является Владимир Гулик.

## Статьи
- Екатерина Орешкова. Cеть венских кофеен Coffeeshop Company на международной выставке по франчайзингу «BUY BREND-2011». Деловой Петербург (13 сентября 2011). Дата обращения: 30 декабря 2016. Архивировано из оригинала 31 декабря 2016 года.
- Арина Пономарева, Coffeeshop Company - о Европейских традициях в Перми. https://www.business-class.su/news/2016/03/11/evropeyskie-tradicii-v-permi